# Otus spilocephalus
El autillo montano o autillo moteado (Otus spilocephalus) es una especie de ave estrigiforme de la familia Strigidae nativa de Asia.

## Subespecies
Se reconocen ocho subespecies:
- O. p. hambroecki (Swinhoe, 1870)– en Taiwán.
- O. p. huttoni (Hume, 1870)– Himalayas occidentales (norte de Pakistán al centro de Nepal).
- O. p. latouchi (Rickett, 1900)– norte de Tailandia y Laos al sureste de China y Hainan.
- O. p. luciae (Sharpe, 1888)– montañas de Borneo.
- O. p. siamensis Robinson & Kloss, 1922– montañas del sur de Tailandia al sur Vietnam.
- O. p. spilocephalus (Blyth, 1846)– Himalayas (centro de Nepal a Arunachal Pradesh y Birmania).
- O. p. vandewateri (Robinson & Kloss, 1916)– montañas de Sumatra.
- O. p. vulpes (Ogilvie-Grant, 1906)– montañas de la península de Malaca.